# Evento de El Niño de 1997-1998
El Niño de 1997–98 fue considerado como uno de los eventos de el Niño-Oscilación del Sur más poderosos en la historia registrada, lo que resultó en sequías generalizadas, inundaciones y otros desastres naturales en todo el mundo. Causó la muerte de aproximadamente el 16% de los sistemas de arrecifes del mundo y calentó temporalmente la temperatura del aire en 1,5 °C, en comparación con el aumento habitual de 0,25 °C asociado con eventos de El Niño.
Condujo a un brote severo de fiebre del Valle del Rift después de lluvias extremas en el noreste de Kenia y el sur de Somalia. También provocó precipitaciones récord en California durante la temporada de lluvias de 1997–98 y una de las peores sequías registradas en Indonesia. 1998 finalmente se convirtió en el año más cálido de la historia registrada (hasta entonces).

## Progresión meteorológica

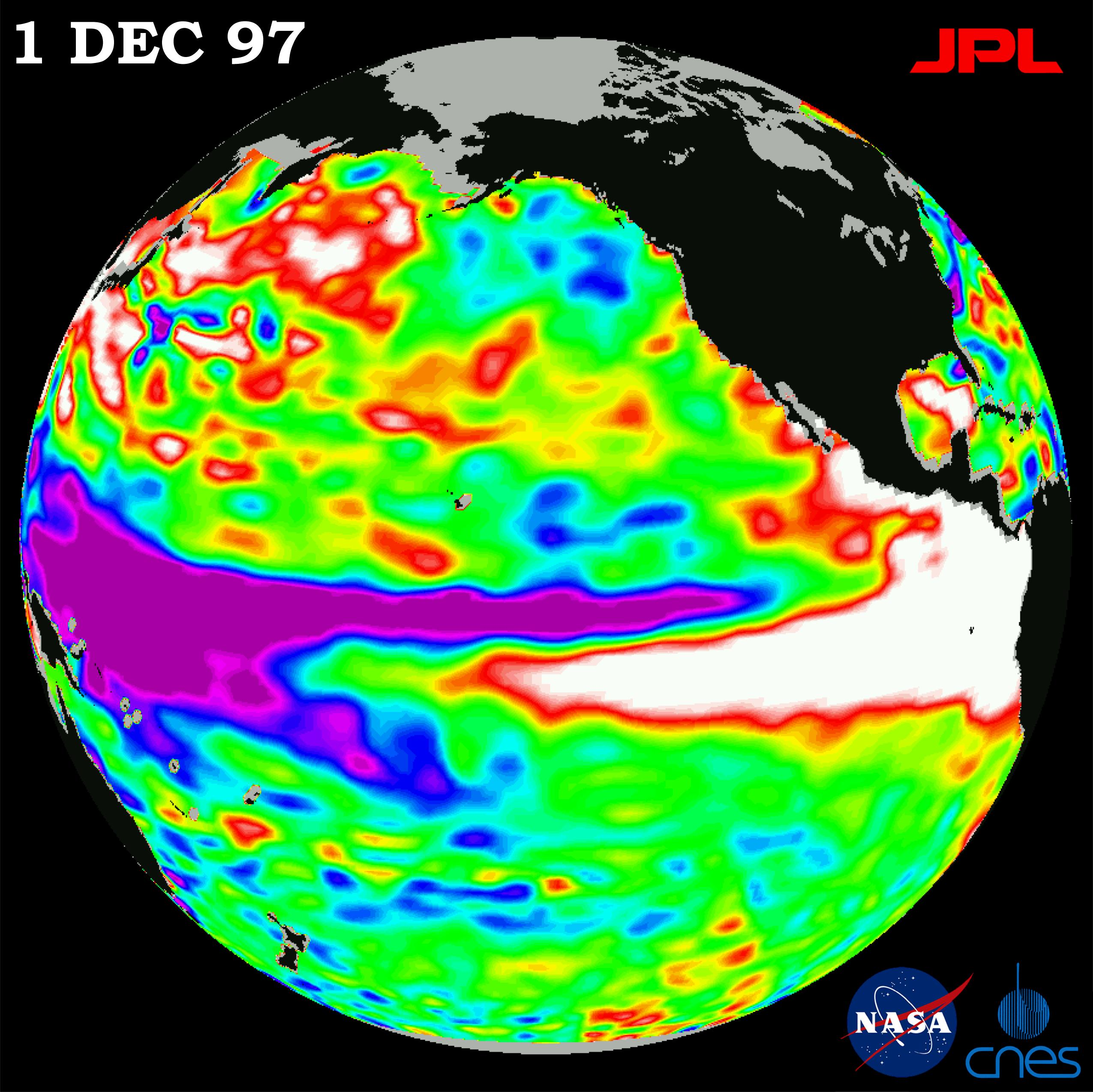
El Niño de 1997 observado por TOPEX / Poseidon. Las áreas blancas frente a las costas tropicales de América del Sur y del Norte indican las masas de agua cálida

En enero de 1997, las sondas que recopilaban información sobre las temperaturas de las aguas profundas descubrieron un área de agua inusualmente cálida, centrada a unos 150 metros de profundidad, en la mitad occidental del Océano Pacífico. Alrededor de 150 m debajo de la superficie, la temperatura del agua era de aproximadamente 3 °C por encima de lo normal, lo que significa que estaba comenzando un evento de El Niño-Oscilación del Sur (ENOS). Para entonces, la Institución de Oceanografía Scripps había pronosticado que era probable que ocurriera un ENOS durante la segunda mitad de 1997. A lo largo de febrero, la temperatura del agua comenzó a aumentar en gran parte del Pacífico, así como en aguas menos profundas frente a la costa de Perú. Las temperaturas del agua por encima del promedio cubrieron un área de aproximadamente 11 km ancho, casi extendiéndose desde Nueva Guinea hasta América del Sur. En abril, el ENOS quedó completamente establecido; siendo descrito como una columna de agua tibia que se extendía hasta la superficie en medio del océano Pacífico y las anomalías del agua superaron los 5 °C alrededor de 150 m debajo de la superficie del océano. En la superficie de la costa de Perú, la temperatura del agua promedió 3 °C por encima de lo normal.
En mayo se hicieron evidentes las aguas extremadamente cálidas, especialmente frente a las costas de América del Sur, donde las anomalías llegaban a 7 °C por encima de lo normal. Más al norte, las temperaturas de la superficie del mar a lo largo de la costa del Pacífico de América del Norte estaban aumentando, con masas de agua a 3 °C por encima de lo normal. En septiembre de 1997, el ENSO se volvió muy poderoso, con temperaturas promedio de la superficie entre Sudamérica y la línea internacional de cambio de fecha de 2-4 °C por encima de lo normal, cubriendo aproximadamente una cuarta parte del diámetro del planeta. Además, la banda de agua cálida a lo largo de la costa del Pacífico de América del Norte continuó expandiéndose, cubriendo las costas desde Alaska hasta el sur de México. También en septiembre se formó un área contrastante de aguas anormalmente frías cerca de la costa de Australia, con aguas 150 m por debajo de la superficie con un promedio de 4 °C por debajo de lo normal. A lo largo de la costa del Pacífico de las Américas, el volumen del agua con temperaturas de 21 a 30 °C (69,8 a 86,0 °F) era aproximadamente 30 veces más que la de toda el agua de los Grandes Lagos combinados. La energía térmica adicional creada por esta anomalía también fue aproximadamente 93 veces más que la energía producida por combustibles fósiles en los Estados Unidos durante 1995.
Para enero de 1998, las temperaturas de la superficie del mar frente a las costas de Perú continuaron aumentando, alcanzando 11 °C por encima del promedio. Sin embargo, la región de agua más fría que el promedio en el Pacífico occidental se expandió, lo que significa que un evento de La Niña tomaría forma en la última parte de 1998. Solo dos meses después, la extensión de las temperaturas del agua por encima del promedio disminuyó drásticamente a medida que El Niño se debilitó. El evento ENOS de 1997–98 finalmente terminó en junio de 1998 cuando las temperaturas del agua por debajo del promedio se extendieron por gran parte del Pacífico.

## Efectos

### Sobre la actividad de los ciclones tropicales
El evento El Niño de 1997–98 tuvo varios efectos sobre la actividad de los ciclones tropicales en todo el mundo, con más ciclones tropicales que el promedio en las cuencas del Pacífico. Esto incluyó la cuenca del Pacífico Sur entre 160 ° E y 120 ° O, donde se observaron 16 ciclones tropicales en el Pacífico Sur durante la temporada 1997–98 en comparación con un promedio de alrededor de 8 ciclones.  El área donde se desarrollaron la mayoría de los ciclones tropicales se desplazó hacia el este, lo que provocó que las Islas Cook y la Polinesia Francesa fueran afectadas por estos.   En la cuenca del Pacífico Occidental, la temporada registró un récord de 11 súper tifones, de los cuales 10 alcanzaron una intensidad de Categoría 5. En la cuenca del Pacífico oriental, la temporada de 1997 contó con dos huracanes de categoría 5, –Guillermo y Linda–, el último de los cuales fue el más fuerte registrado antes de que Patricia se llevase ese título durante la temporada de 2015. La cuenca del Pacífico Norte rompió el récord al tener la mayor cantidad de ciclones tropicales que alcanzaron intensidades de Categoría 4 y 5, con 17 esa temporada. Sin embargo, la temporada 2015 la superó con 21 ciclones tropicales durante el evento El Niño 2014-16 .

### América del sur
El evento ENOS generó daños estimados en 7 500 millones de dólares, y redujo la actividad económica de varios sectores aproximadamente en un 20%.
En la actividad pesquera de Chile, la captura de anchoveta se redujo drásticamente, afectando a las dinámicas económicas del norte del país.